# Michela Schiff Giorgini
Michela Schiff Giorgini Paleologo Diana, nata Michela Beomonte e nota anche attraverso lo pseudonimo di Michela Belmonte (Padova, 30 ottobre 1923 – Benissa, 3 luglio 1978), è stata un'egittologa e attrice italiana.

## Biografia

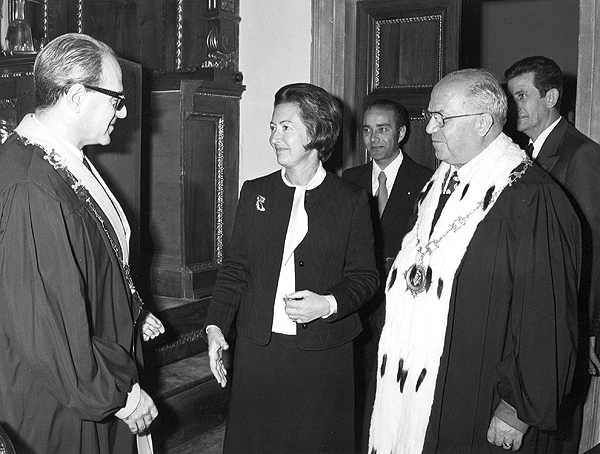
Michela Schiff Giorgini durante la cerimonia del conferimento della sua laurea honoris causa

Nacque a Padova il 30 ottobre 1923 in una famiglia della piccola borghesia da Belisario Beomonte, un ufficiale dell'Arma dei Carabinieri, e Gemma Lucchesi; la sorella maggiore, Maria, divenne una celebre attrice. Frequentò il liceo artistico e tentò come la sorella una carriera nel cinema, debuttando nel 1942 come protagonista nel film Un pilota ritorna di Roberto Rossellini. Nonostante la ridotta importanza della parte, in un film prettamente maschile, fu chiamata sempre nel ruolo di protagonista dal regista Mario Mattoli per il suo I 3 aquilotti. Interpretò una parte anche nel film Il nostro prossimo, di Gherardo Gherardi e Antonio Rossi: quella fu la sua ultima apparizione sul grande schermo.
Si dedicò quindi a tempo pieno alla sua passione per l'archeologia, interessandosi in special modo all'egittologia, pur non avendo mai seguito studi universitari. Nel 1957 si trovò a dirigere una spedizione di ricerca, finanziata dal marito, a Soleb e Sedeinga, nella Nubia sudanese, col patrocinio dell'Università di Pisa, che le conferì la laurea honoris causa in lettere e filosofia nel 1971, e col sostegno di diversi studiosi tra cui Jozef Janssen, Jean Leclant e Clement Robichon. Tale spedizione durò per circa vent'anni fino al 1976 e i reperti rinvenuti furono donati all'ateneo pisano; Michela Schiff Giorgini ricevette una laurea honoris causa anche dall'Università di Khartum, che le conferì una medaglia d'oro della scienza, dell'arte e della cultura.
Rimasta vedova nel 1965, morì a causa di una meningite fulminante il 3 luglio 1978 a Benissa, in Spagna. In sua memoria è stata creata nel 1984 una fondazione.

## Vita privata
Nel 1946 sposò il banchiere Giorgio Schiff Giorgini, figlio del chimico Robert Schiff, prendendo il cognome del marito e trasferendosi a Montignoso. La coppia ebbe due figli.

## Filmografia

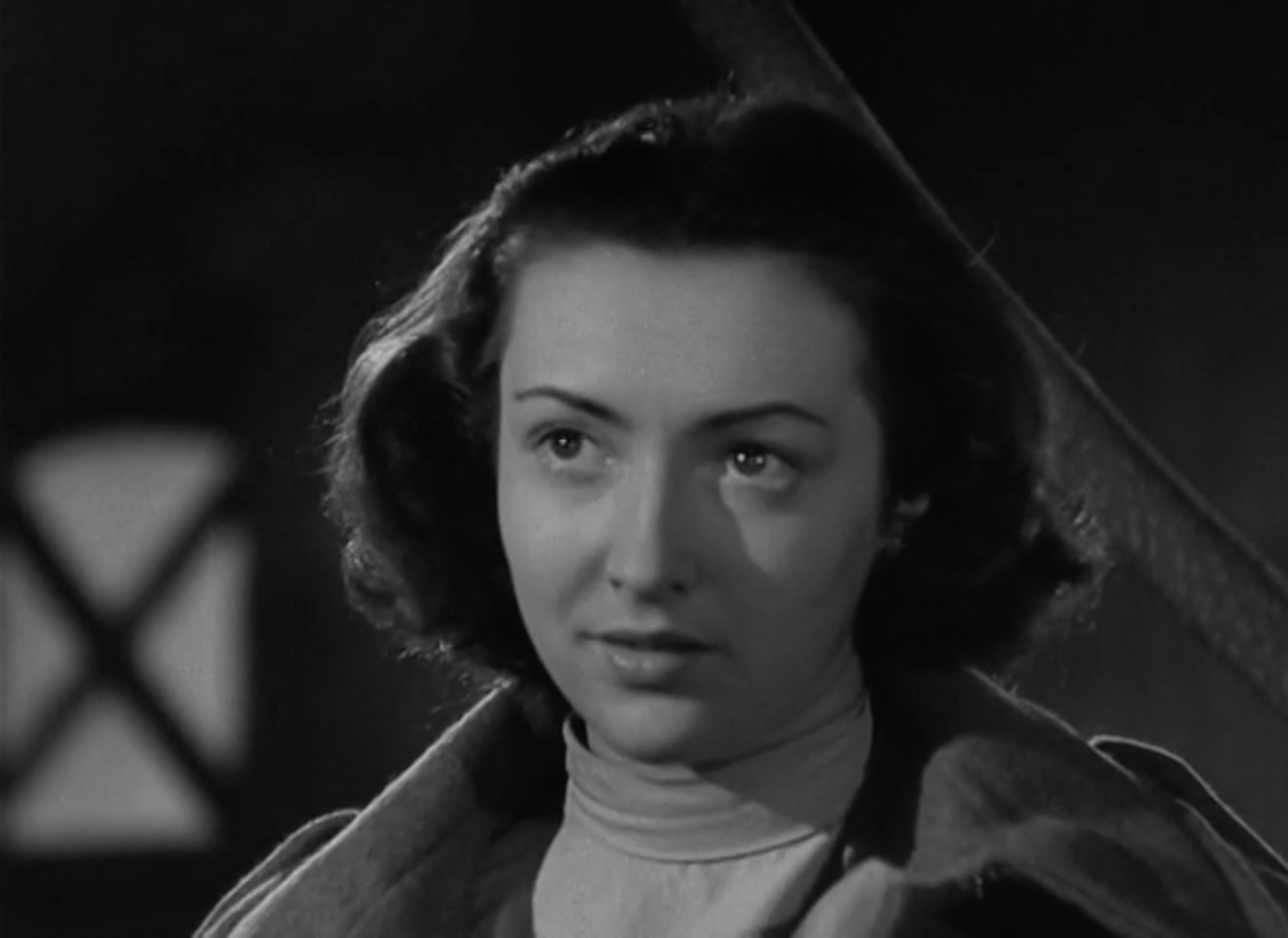
Michela Belmonte in Un pilota ritorna

- Un pilota ritorna, regia di Roberto Rossellini (1942)
- I 3 aquilotti, regia di Mario Mattoli (1942)
- Il nostro prossimo, regia di Gherardo Gherardi ed Antonio Rossi (1943)

### Doppiatrici
- Rosetta Calavetta in Un pilota ritorna